# Tappan Wentworth

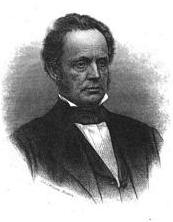
Tappan Wentworth

Tappan Wentworth (* 24. Februar 1802 in Dover, New Hampshire; † 12. Juni 1875 in Lowell, Massachusetts) war ein US-amerikanischer Politiker. Zwischen 1853 und 1855 vertrat er den Bundesstaat Massachusetts im US-Repräsentantenhaus.

## Werdegang
Tappan Wentworth besuchte die öffentlichen Schulen seiner Heimat. Nach einem anschließenden Jurastudium und seiner 1826 erfolgten Zulassung als Rechtsanwalt begann er im York County im Bundesstaat Maine in diesem Beruf zu arbeiten. Im Jahr 1833 verlegte er seine Kanzlei und seinen Wohnsitz nach Lowell. In seiner neuen Heimat schlug er als Mitglied der Whig Party eine politische Laufbahn ein. Von 1836 bis 1841 saß er im Gemeinderat von Lowell. Zwischen 1848 und 1866 war er mehrfach Abgeordneter im Repräsentantenhaus von Massachusetts und Mitglied des Staatssenats.
Bei den Kongresswahlen des Jahres 1852 wurde Wentworth im achten Wahlbezirk von Massachusetts in das US-Repräsentantenhaus in Washington, D.C. gewählt, wo er am 4. März 1853 die Nachfolge von Horace Mann antrat. Da er im Jahr 1854 nicht bestätigt wurde, konnte er bis zum 3. März 1855 nur eine Legislaturperiode im Kongress absolvieren. Diese waren von den Ereignissen und Diskussionen im Vorfeld des Bürgerkrieges geprägt. Nach dem Ende seiner Zeit im US-Repräsentantenhaus praktizierte Tappan Wentworth neben seiner politischen Tätigkeit in der Staatslegislative von Massachusetts wieder als Anwalt. Er starb am 12. Juni 1875 in Lowell.